# Mars Volta The Lowdown
Mars Volta The Lowdown är en biografisk skiva av det amerikanska progressiva rockbandet The Mars Volta. Skivan släpptes på Chrome Dreams och tillhör The Lowdown projektet.
Mars Volta The Lowdown är en dubbel-CD som består av intervjuer med gruppen vid olika tillfällen i deras karriär. Vid intervjuerna berättas om de idéer som gav upphov till gruppens skivor. Skivan innehåller också historien om At the Drive-In i form av en ljud-biografi.

## Spår
1. Audio Biography And Interviews